# Сан-Веллі (Техас)
Сан-Веллі (англ. Sun Valley) — місто (англ. city) в США, в окрузі Ламар штату Техас. Населення — 70 осіб (2020).

## Географія
Сан-Веллі розташований за координатами 33°40′16″ пн. ш. 95°25′43″ зх. д. / 33.67111° пн. ш. 95.42861° зх. д. (33.671120, -95.428747).  За даними Бюро перепису населення США в 2010 році місто мало площу 0,35 км², уся площа — суходіл.

## Демографія
Згідно з переписом 2010 року, у місті мешкало 69 осіб у 31 домогосподарстві у складі 14 родин. Густота населення становила 194 особи/км².  Було 32 помешкання (90/км²).
Расовий склад населення:
| - 69,6 % — білих - 11,6 % — корінних американців - 4,3 % — азіатів - 10,1 % — осіб інших рас |

До двох чи більше рас належало 4,3 %. Частка іспаномовних становила 31,9 % від усіх жителів.
За віковим діапазоном населення розподілялося таким чином: 15,9 % — особи молодші 18 років, 76,9 % — особи у віці 18—64 років, 7,2 % — особи у віці 65 років та старші. Медіана віку мешканця становила 41,3 року. На 100 осіб жіночої статі у місті припадало 130,0 чоловіків;  на 100 жінок у віці від 18 років та старших — 132,0 чоловіків також старших 18 років.
За межею бідності перебувало 5,2 % осіб, у тому числі 0,0 % дітей у віці до 18 років та 0,0 % осіб у віці 65 років та старших.
Цивільне працевлаштоване населення становило 115 осіб. Основні галузі зайнятості: роздрібна торгівля — 46,1 %, освіта, охорона здоров'я та соціальна допомога — 34,8 %, будівництво — 13,0 %, мистецтво, розваги та відпочинок — 3,5 %.